# Together Forever
Together Forever é o álbum de estreia da cantora de freestyle e hip-hop Lisette Melendez, lançado em 1991 pela Columbia Records. Foram lançados três singles desse álbum: "Together Forever", "A Day in My Life (Without You)" e "Never Say Never".
A faixa "Together Forever" foi o single que obteve mais sucesso, alcançando a posição #35 na Billboard Hot 100 e foi considerada uma das faixas lançadas durante os anos 90 a ajudar a reviver a popularidade do freestyle que estava perdendendo espaço devido ao movimento grunge. O segundo single "A Day in My Life (Without You)", obteve menor sucesso se comparado ao anterior, conseguindo a posição #49 na Billboard Hot 100. O terceiro e último single, "Never Say Never", só conseguiu sucesso na parada de músicas dance, alcançando a posição #45 em 1992. 
O álbum foi lançado no Japão em 1 de Julho de 1994, após o sucesso da canção "Goody Goody" e do álbum True to Life. Permaneceu por uma semana na parada do país, alcançando a posição #100.

## Faixas
| N.º | Título                                            | Duração |  |
| 1.  | "Together Forever"                                | 6:00    |  |
| 2.  | "A Day in My Life (Without You)"                  | 3:50    |  |
| 3.  | "Stranger in My House of Love"                    | 4:20    |  |
| 4.  | "I'm Holding Out"                                 | 5:07    |  |
| 5.  | "Never Say Never"                                 | 4:28    |  |
| 6.  | "He's My Baby Now"                                | 4:41    |  |
| 7.  | "Empty Spaces"                                    | 4:29    |  |
| 8.  | "Please Please Me"                                | 5:50    |  |
| 9.  | "A Place for You"                                 | 4:54    |  |
| 10. | "Remember the Rain"                               | 4:47    |  |
| 11. | "A Day in My Life (Without You)" (After Dark Mix) | 6:15    |  |
| 12. | "The Red Zone"                                    | 4:22    |  |

## Posições nas paradas musicais
| Parada musical (1991/1994)                 | Melhor posição |
| ------------------------------------------ | -------------- |
| Estados Unidos - Billboard Top Heatseekers | 7              |
| Japão - Oricon                             | 100            |